# 上厚真駅
上厚真駅（かみあつまえき）は、北海道勇払郡厚真村（現厚真町）にあった鉄道省富内線の鉄道駅（廃駅）である。
1943年11月1日に国有化とともに日高本線と並行することから不要不急線となって休止され、そのまま復活することはなかった。
なお、日高本線は苫小牧新港拡張による線路移設の際には同名の駅を新設する計画があったが未成に終わった。当項目ではこの未成駅についても述べる。

## 歴史
- 1922年（大正11年）7月24日 - 北海道鉱業鉄道（後の北海道鉄道（2代））金山線の駅として開業[1][2]。一般駅[1]。開業当時の読み方は「かみあづま」であった[2]。
- 1924年（大正13年）3月3日 - 鉄道会社名を北海道鉄道（2代目）に改称、それに伴い同鉄道の駅となる。
- 1943年（昭和18年）
  - 8月1日 - 戦時買収により国有化され、富内線の駅となると同時に読みを「かみあつま」に改称[1]。
  - 11月1日 - 営業休止[1]。

## 駅周辺
- 日本石油軽舞石油鉱（駅から約8キロと周辺ではないが、当駅までパイプラインを引く計画があった。）[3]
- 上厚真尋常小学校（1923年）[3]
- 周辺人口：1,700人（1923年）[3]

## 利用状況
1923年（大正12年）1月-12月?　の乗降者数：5,688人（1日当たり約16人）

## 日高本線上厚真駅（未成）
1972年（昭和47年）10月、苫小牧東部大規模工業基地開発に伴う、掘り込み水路新設に支障するため、北海道知事から国鉄北海道総局に日高本線の付け替え要請があり、付け替え路線の選定が行われた。
この計画では、日高本線は苫小牧駅からしばらく室蘭本線と並走し、沼ノ端駅の手前で勇払駅方面へ別れていくところ、新線では沼ノ端駅に乗り入れた後に別れ、同様に迂回となる国道235号（こちらは実際に移設を実施）とともに工業基地の緩衝緑地を迂回し厚真川の手前で南下し渡河、現在の浜厚真駅を少し過ぎた地点で現在線と合流する計画で、途中には、現在駅に乗り入れる沼ノ端駅のほか、苫小牧市柏原地区に信号場（柏原信号場）、厚真町上厚真地区の西の外れ、苫小牧起点22.2 km地点に無人駅（上厚真駅）が設けられる計画であり、既存の勇払駅、浜厚真駅は廃止となる計画であった。
しかし、苫東地区開発の縮小により日高本線の移設は未成に終わった。

## 隣の駅
鉄道省
富内線
静川駅 - 上厚真駅 - 入鹿別駅
日本国有鉄道
日高本線（新線　未成）
沼ノ端駅 - （柏原信号場） - 上厚真駅 - 浜田浦駅

## 関連記事
- 日本の鉄道駅一覧